# Szymbark (województwo pomorskie)
Szymbark (dodatkowa nazwa w języku kaszubskim Szimbark, niem. Schönberg) – wieś w Polsce, położona w województwie pomorskim, w powiecie kartuskim, w gminie Stężyca.
Wieś leży na Kaszubach, na obszarze Kaszubskiego Parku Krajobrazowego, w Szwajcarii Kaszubskiej, u podnóża wzgórza Wieżycy, w paśmie Wzgórz Szymbarskich.
Szymbark (jako sołectwo) 31 grudnia 2014 r. miał 695 stałych mieszkańców, w tym: Szymbark – 541, Drozdowo – 23, Kolano – 75, Wieżyca – 56 mieszkańców.

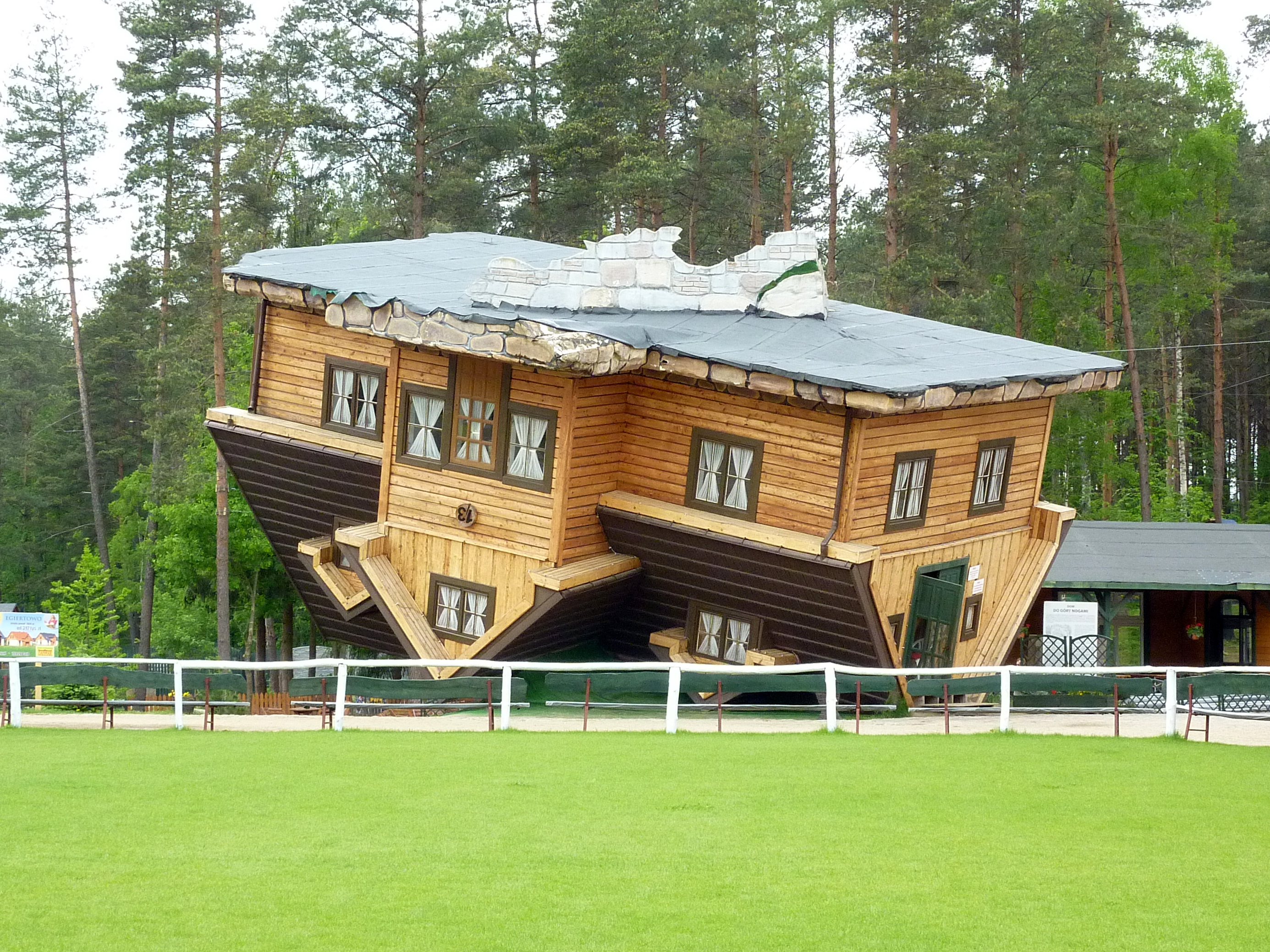
„Dom do góry nogami”, Centrum Edukacji i Promocji Regionu w Szymbarku

Leży w pobliżu drogi krajowej nr 20 ze Stargardu do Gdyni, w odległości niecałych 2 km od wsi kończy się lub zaczyna Droga Kaszubska.
Wieś jest siedzibą sołectwa Szymbark, w którego skład wchodzą również: Kolano, Drozdowo i Wieżyca.
Zimą staje się ośrodkiem sportów zimowych. Na południe od wsi znajduje się Centrum Edukacji i Promocji Regionu w Szymbarku.
Przez Szymbark prowadzi turystyczny Szlak Wzgórz Szymbarskich.
W latach 1975–1998 miejscowość położona była w województwie gdańskim.
| SIMC    | Nazwa    | Rodzaj               |
| ------- | -------- | -------------------- |
| 0174208 | Drozdowo | część wsi do 2023 r. |
| 0174214 | Wieżyca  | część wsi (do 2022)  |

## Zabytki
Według rejestru zabytków NID na listę zabytków wpisany jest kościół ewangelicki, obecnie rzymskokatolicki parafialny pw. św. Teresy od Dzieciątka Jezus z lat 1882–1884, nr rej.: 154 z 2.12.1961.
Neogotycki kościół został zbudowany jako ewangelicki, przejęty przez katolików w 1945. W okresie II Rzeczypospolitej kościół był we władaniu parafii liczącej 2208 wiernych i należącej do Superintendentury Kartuzy Ewangelickiego Kościoła Unijnego.

## Nazwa miejscowości
Historycy przyjmują, że na miejscu obecnego Szymbarku istniała, wymieniona po raz pierwszy w dokumencie księcia gdańskiego Mestwina II z 1284 r wieś Manecewo. W XVI wiecznych wizytacjach kościelnych jest wieś Monszowo, ale już jako wieś opuszczona, najprawdopodobniej spustoszona w czasie wojny trzynastoletniej Polski z Zakonem Krzyżackim.
Nazwa Szymbark w postaci Szenberg i później Schönberg pojawia się od 1664 r., nadana przez niemieckich osadników na bazie niem. przymiotnika schön 'piękna' i Berg 'góra'. Ta z kolei została spolszczona do obecnej formy Szymbark i skaszubiona do Szimbark.

## Historia
Wieś założona na początku XVII w poprzez osadzenie w niej niemieckich ewangelików przez starostę kościerskiego Dymitra Wejhera.
Na koniec 1892 r. wieś była zamieszkana przez 377 osób, 43 Kaszubów (27 katolików i 16 ewangelików), 325 Niemców (2 katolików i 323 ewangelików) oraz 9 Żydów. W roku 1910 liczba mieszkańców wzrosła do 426 osób: 377 Niemców i 49 Kaszubów.
W Szymbarku podczas okupacji w dniu 25 maja 1944 r. Niemcy dokonali zbrodni na 10 mieszkańcach okolicznych miejscowości, tak zwanych zakładnikach szymbarskich. W pobliżu miejsca ich rozstrzelania stoi dziś pomnik. Niemcy dokonali zbrodni w odwecie za zamordowanie przez partyzantów na tle rabunkowym miejscowego sklepikarza, Niemca o nazwisku Wolff.
Po zakończeniu II wojny światowej w 1945 r. dominująca do tego czasu w miejscowości ludność niemiecka została wysiedlona, a jej miejsce zajęła w głównej mierze ludność kaszubska z okolicznych wsi.